# Tsai Yulung
Tsai Yulung, (né en 1952 à Budai, Jiayi, Taïwan, (Chinois : 蔡玉龙), appelé aussi Tasi Chiu-jun ou Hao Teng) est un peintre taïwanais. Il vit et travaille à Taipei et Shanghai.
Diplômé de l'Université nationale des arts de Taïwan, sorti premier du cycle "beaux-arts occidentaux" en 1982, il a fait sa première grande exposition personnelle à Taïwan en  1992. Installé depuis 2006 à Shanghaï, il y poursuit son travail autour d'une vision très contemporaine de la calligraphie considérée non plus comme une écriture liée à un sens mais comme un moyen d'expression de la sensibilité.
Il s'est consacré à l'intégration de la calligraphie extrême-orientale aux pratiques de l'art contemporain occidental. Il s'est imprégné de l'essence de la calligraphie des dynasties Wei et Jin (cf : L'art sous la dynastie Jin : "lourd, évident, rigoureux, vrai". Les cinq caractères qui définissent la calligraphie de Tsai Yulong. En particulier les aspects "lourd" et "évident" sont, chez lui, la manifestation de l'esprit.